# لودفيك فينكل
لودفيك فينكل هو مؤرخ وسياسي بولندي، ولد في 20 مارس 1858 في بورشتين في أوكرانيا، وتوفي في 24 أكتوبر 1930 في لفيف في أوكرانيا. انتخب Member of the Diet of Galicia and Lodomeria ‏.